# Nurkovac
Nurkovac je naselje u Republici Hrvatskoj u Požeško-slavonskoj županiji, u sastavu općine Brestovac.

## Zemljopis
Nurkovac je smješten 1 km istočno od Brestovca,  susjedna naselja su Završje i Novo Selo na istoku i Brestovac na zapadu.

## Poznate osobe
- Ivan Rafael Rodić (* 1870. - † 1954.),  prvi beogradski nadbiskup, franjevac.

## Stanovništvo
Prema popisu stanovništva iz 2011. godine Nurkovac je imao 244 stanovnika.
| broj stanovnika | 322   | 320   | 257   | 268   | 284   | 324   | 292   | 302   | 256   | 274   | 283   | 232   | 216   | 206   | 245   | 244   | 185   |
|                 | 1857. | 1869. | 1880. | 1890. | 1900. | 1910. | 1921. | 1931. | 1948. | 1953. | 1961. | 1971. | 1981. | 1991. | 2001. | 2011. | 2021. |